# Слопна
Слопна (словац. Slopná) — село, громада округу Поважська Бистриця, Тренчинський край. Кадастрова площа громади — 7.64 км².
Населення 487 осіб (станом на 31 грудня 2021 року).

## Історія
Слопна згадується 1277 року.

## Населення
| Рік:            | 1994. | 2004.   | 2014.   | 2024.   |
| --------------- | ----- | ------- | ------- | ------- |
| Кількість осіб: | 509   | 491     | 477     | 496     |
| Різниця:        |       | -3,53 % | -2,85 % | +3,98 % |

| Рік:            | 2023. | 2024.   |
| --------------- | ----- | ------- |
| Кількість осіб: | 495   | 496     |
| Різниця:        |       | +0,20 % |